# Colegio Inglés de Sevilla
El Colegio Inglés de Sevilla fue fundado por el jesuita Robert Persons en 1592 y dedicado a San Gregorio Magno, Apóstol de Inglaterra. Llamado también Colegio de San Gregorio, estuvo en activo entre 1592 y 1767. 
Se trataba de un seminario católico para ingleses, escoceses, galeses e irlandeses perseguidos por sus ideas religiosas como consecuencia de la separación en 1534 de la Iglesia de Inglaterra con Enrique VIII. En España se fundaron los de Valladolid, Sevilla y Madrid; en los Países Bajos Españoles el de Douai y Lovaina; en los Estados Pontificios el de Roma. Una gran parte de los estudiantes de estos seminarios se educaron con el propósito de regresar a la misión inglesa, es decir, de volver a Inglaterra con el propósito de lograr su conversión al catolicismo. Una vez allí muchos fueron encarcelados y ejecutados por desempañar labores proselitistas del catolicismo, por ejercer de sacerdotes y confesores o por presuntas labores de espionaje y conspiración. 